# 布倫瑞克-沃爾芬比特爾親王國
布倫瑞克-沃爾芬比特爾親王國（德語：Fürstentum Braunschweig-Wolfenbüttel）是布伦瑞克-呂訥堡公国（Duchy of Brunswick-Lüneburg）的一个分支，在历史上經歷多次分合。韋爾夫家族的王朝统治布倫瑞克-沃爾芬比特爾，直到1806年神圣罗马帝国解体。1815年，依维也纳会议的結論，改由布伦瑞克公国继承。 

## 历史

### 中世纪
神圣罗马帝国皇帝腓特烈二世于1235年8月21日，将布伦瑞克-吕讷堡公国的帝国封地授予亨利狮子的孙子、布倫瑞克-呂訥堡公爵奥图一世（昵称“孺子奥图”）。这片封地是其家族的世袭领地，位于现今德国下萨克森州东部及萨克森-安哈尔特北部。奥图一世之子在1267至1269年间，将不伦瑞克及吕讷堡地区分割成两个独立的公国。 
布倫瑞克-呂訥堡公爵阿爾伯特一世（Albert I；綽號「長人阿爾伯特」）被授予布倫瑞克-沃爾芬比特爾，埃因貝克-格魯本哈根（Einbeck-Grubenhagen）和哥廷根-上沃德（Göttingen-Oberwald）周边地区。因此，他成立了老布伦瑞克家族，为后来成为布伦瑞克-沃爾芬比特爾親王国奠定了基础。他的兄弟约翰（1242-1277）继承了吕讷堡周围的土地，并建立了老吕讷堡家族。
布伦瑞克（-沃爾芬比特爾）地区在接下来的几十年中进一步分裂。例如，格魯本哈根和哥廷根一系分开一段时间。同樣的，在1432年，Deister山和莱讷河之间的庄园，同时自中布伦瑞克家族脫離，分裂為卡倫貝格（Calenberg）親王国。还有其他的分合。 

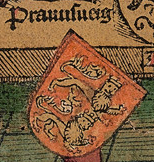
1493年的謝德爾的世界纪事中畫有公爵徽章

与此同时，公爵厌倦了与布伦瑞克镇公民的不断纠纷，并于1432年将他们的住宅搬到沃尔芬比特尔的水城堡，该城堡位于奥克河的一个沼泽洼地，在布伦瑞克以南大约12（7.5英里）。这里为布伦瑞克-吕讷堡公爵建造的城堡-连同公爵府（ducal chancery）、教會、法院和档案馆，成为了一个巨大区域的神经中枢，公国的沃尔芬比特-布伦瑞克地區以此為政治中樞。长期以来，它还统治着卡伦贝格-哥廷根親王國和格鲁本哈根親王國、哈尔伯施塔特采邑主教、希尔德斯海姆采邑主教的大部分、霍恩施泰因郡和雷根斯坦郡、克莱滕贝格男爵和洛赫拉男爵以及下威悉（Lower Weser）的霍亚部分地区。这个朝廷的重要性可由所需工匠的数量来顯現。为提供法院，公民和公國，建造了数百座木造建筑，一開始是随意建設，后来則基於公國和消防的需要進行設計。在城鎮發展的全盛時期時以各公爵的名字為各區命名，如西部的Auguststadt，東部的Juliusstadt和Heinrichstadt。 
在1495年，布伦瑞克-卡伦贝格-哥廷根公国領地被重新划分，公爵亨利九世被授予布伦瑞克的土地，並加入沃尔芬比特尔的居民。从那时起，公国的名称变成了“布倫瑞克-沃爾芬比特爾”。

### 近代

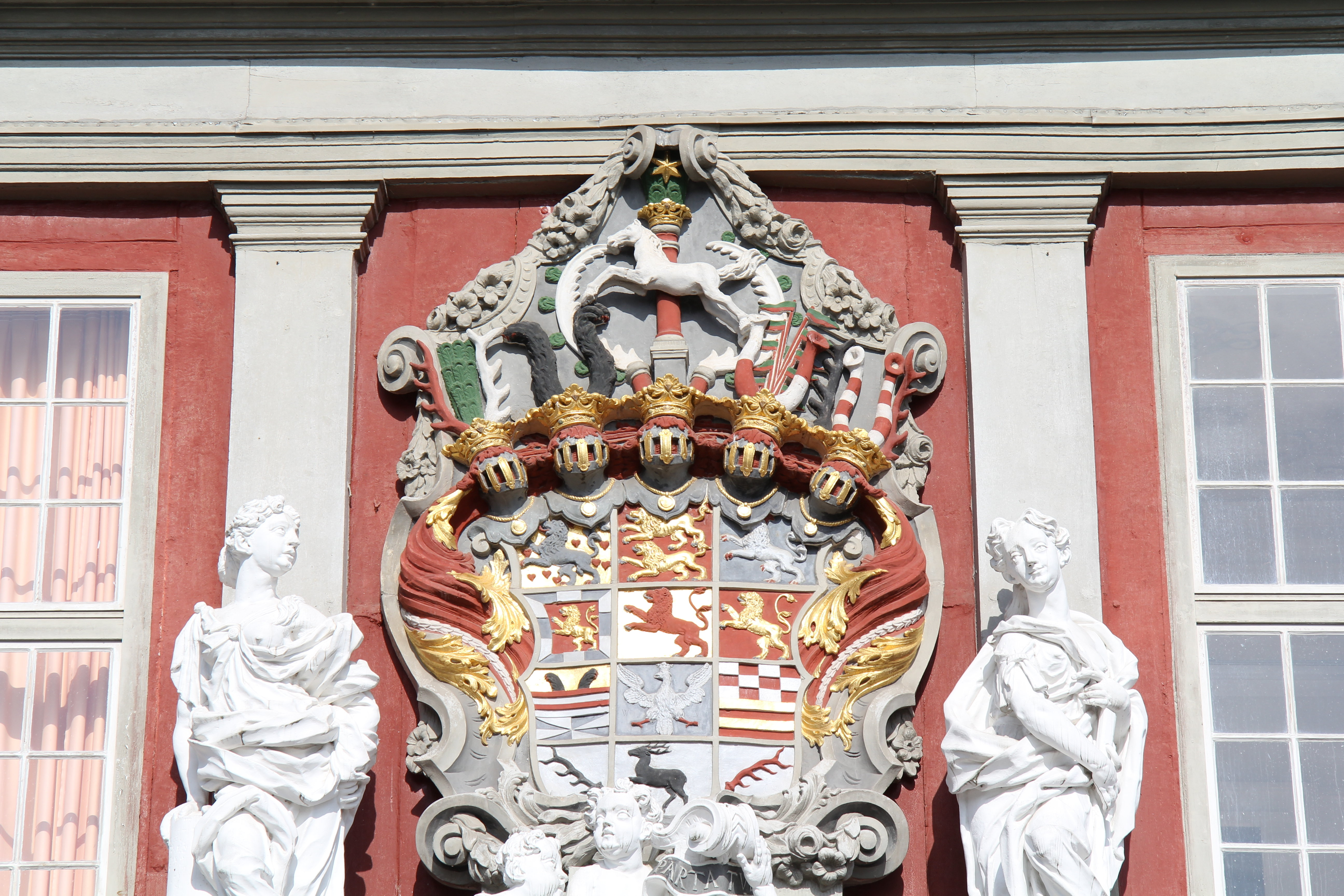
近代時的公国徽章（在沃爾芬比特爾宫）

亨利五世、朱利叶斯和亨利·朱利叶斯依序統治，其下的沃尔芬比特尔新領地日益扩大，親王國在日耳曼諸侯中的地位得以確立。 
1500年，布倫瑞克-沃爾芬比特爾成为神圣罗马帝国内下萨克森帝國行政圈的一部分。 
从1519年到1523年，親王國與希尔德斯海姆親王國和吕讷堡親王國在希尔德斯海姆教区發生战争，尽管在索尔陶战役戰败，最终布伦瑞克-沃尔芬比特尔的還是取得龐大的领土。 

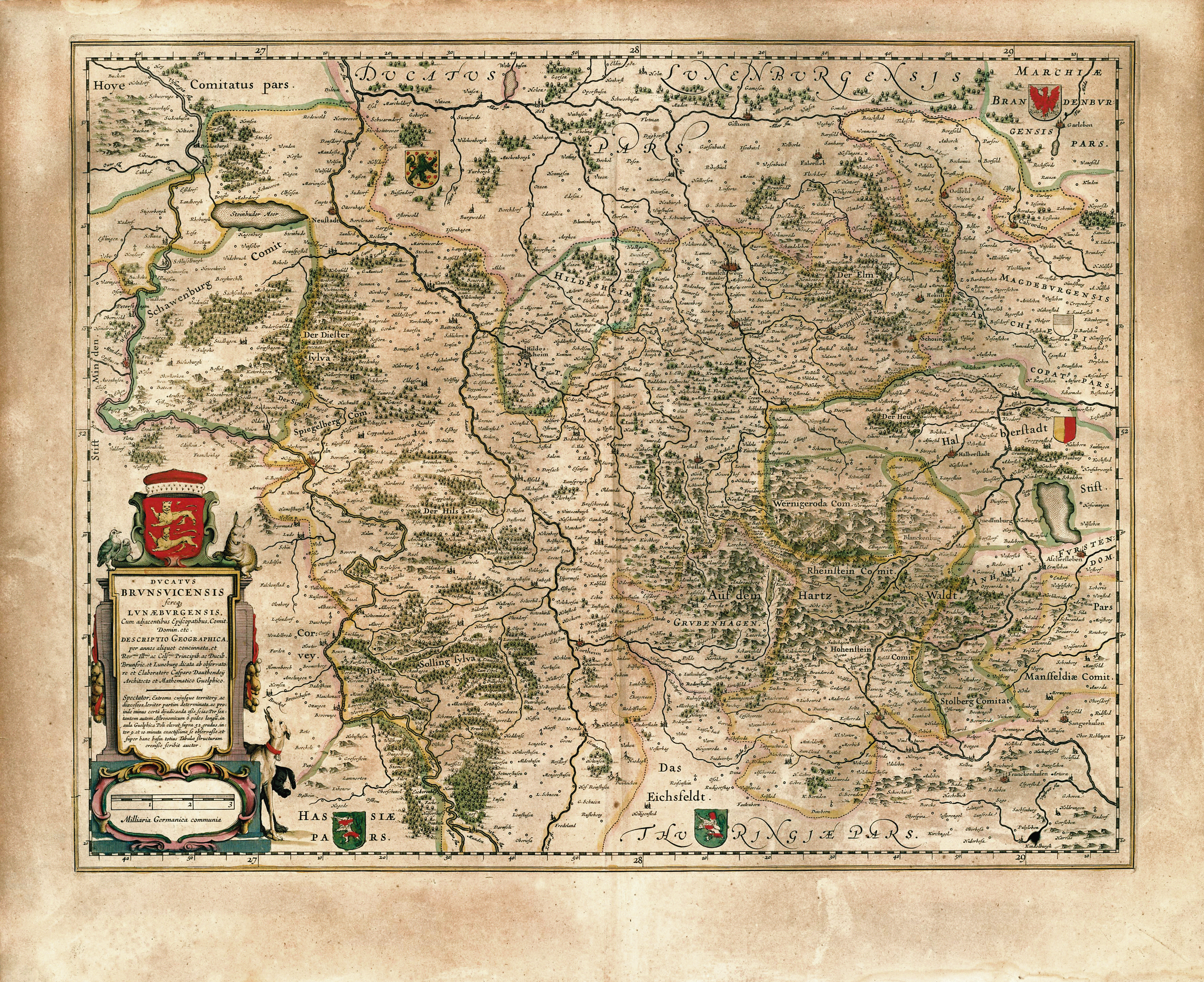
1645年的布倫瑞克-沃爾芬比特爾親王國

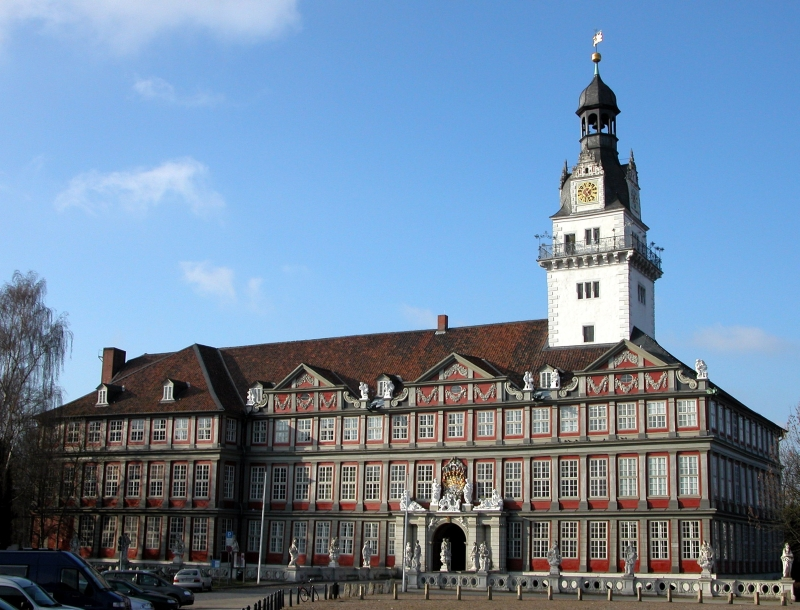
沃爾芬比特爾宮

在三十年战争中，沃尔芬比特尔是北日耳曼最堅固的堡垒，但在沃尔芬比特尔血統在戰爭中斷絕。 
1571年，卡尔沃德城堡和村庄成为公国的一部分，这要归功于布伦瑞克公爵朱利叶斯。 
1635年，来自呂訥堡-達嫩貝格旁系的亨利五世接管親王国的权力，創立新布伦瑞克家族。在他的统治下，沃尔芬比特尔文化發展達顛峰。他最大的成就之一是建立了当时欧洲最大的奧斯特公爵图书馆。1671年，当不同王室的联合军队掌控布伦瑞克镇，韋爾夫公爵家族的古老梦想藉此实现。 
1735年，王室血統再一次面臨斷絕，出现了另一支旁系血統：即成立于1666年的布倫瑞克-貝費爾恩血統。 
1753年至1754年，沃尔芬比特公爵的宅邸遷回布伦瑞克-新建的不伦瑞克宫。 
因此，沃尔芬比特镇失去了自15世纪以来所享有的独立地位。在这个过程中，公爵遵照習慣，不干涉任何事情，包括自1718年起仍未完工，由赫曼·科貝（Hermann Korb）在噶瓦·浩夫（Grauer Hof）進行的城堡新建工程。从隨後興建的木造房屋可以看出，這对沃尔芬比特是場灾难。4,000名市民跟随公爵家庭離開，沃尔芬比特尔的人口从12,000人减少到7,000人。只有档案馆，教会办公室和图书馆仍然維繫從前的時光。從布伦瑞克傳出將沃尔芬比特尔稱為「寡妇之家」（Witwensitz）的嘲笑。 
三座城门（Herzogtor、Harztor和Augusttor）前的广阔庭園被租给了前园丁作为租借地，園丁設立果酱工厂直到20世纪成为沃尔芬比特尔的特色。從Herzogtor門外直到禮賀魯木木業（Lechlumer Holz），庭园大量出現。它的南边是建于1733年的Antoinettenruh小歡愉宮（Lustschloss），由建筑大师HermannKorb興建以替代傳統的庭園宅邸，HermannKorb对沃尔芬比特尔極為重要。沃尔芬比特尔此後發展为大學城。1753年，師範学院成立，由孤儿院搬到了现在的Harztorwall学校。 
政治上，布伦瑞克-沃尔芬比特尔是普鲁士最亲密的盟友之一。虽然此前哈布斯堡皇帝持續著力於政治婚姻，韋爾夫家族的沃尔芬比特尔支系透過伊丽莎白·克莉絲汀和普鲁士王储腓特烈二世的婚姻紧密聯繫的霍亨索伦王朝。这段婚姻由普鲁士的腓特烈·威廉一世和费迪南德·阿尔伯特安排，他们还在小国与大普鲁士王国之间建立了“軍事兄弟會”。在七年战争期间，许多布伦瑞克-沃尔芬比特尔军官在普鲁士军队中担任要职。親王国的军团在普鲁士西部的盟军中，以該國和布伦瑞克-吕讷堡选侯國的同盟最重要。布伦瑞克和普鲁士军事联盟中的杰出代表是布伦瑞克和吕讷堡公爵不伦瑞克-沃尔芬比特尔世子费迪南德。 
在查理一世时代，文化和科学成就巨大：也促进戏剧和教育發展。在1753年，為了收藏公爵的艺术品和自然史標本-自然历史博物馆的先驱成立。布伦瑞克公爵收集相關收藏品。该事业得到了卡羅琳學院（Collegium Carolinum）的创始人阿博特·耶路撒冷（Abbot Jerusalem）的支持。沃尔芬比特尔虽然衰落，布倫瑞克則開啟历文化荣景。 
1784年8月，约翰·沃尔夫冈·冯·歌德陪同威玛的部长查尔斯·奥古斯都公爵在布倫瑞克执行政治任务。奥地利和普鲁士之间的政治局势再次升温，德国中小国家计划建立一个更大的王国以平衡彼此力量。威瑪要求布伦瑞克-沃尔芬比特尔親王卡尔·威廉·斐迪南加入8月30日成立的诸侯联盟。

### 拿破仑时代和布伦瑞克公国
由于1803年2月25日的德国教會世俗化運動，親王国被赋予Gandersheim帝国修道院和Helmstedt的领土。1806年，查尔斯·威廉·费迪南德公爵在奥尔施泰特战役中擔任普鲁士将军時受到致命伤陣亡。布伦瑞克于1807年至1813年被法国人短暫的占领後，被併入西發利亞王国。 
在拿破仑统治结束后，该國以布伦瑞克公国之名重新建立。

## 貝費爾恩支系
布倫瑞克-沃尔芬比特尔-貝費爾恩親王国因费迪南德·艾伯特一世和其兄弟之间的继承纠纷而成立。1667年费迪南德·艾伯特被授予霍尔茨明登附近的贝费尔恩城堡。他和其子费迪南德·艾伯特二世-即布倫瑞克-沃尔芬比特尔-貝費爾恩王子。1735年，费迪南德·艾伯特二世接掌布倫瑞克-沃爾芬比特爾親王國，從旁系親王國繼承嫡系的布倫瑞克-沃尔芬比特尔親王国。 

## 经济和社会历史

### 农民的作用
根据Bornstedt研究由和平者亨利於“1433年5月17日帝國休會（Recess）”中廢止农奴。根据Bornstedt的说法，布倫瑞克-沃爾芬比特爾因此是神圣罗马帝国中第一个废除封建主义的諸侯。法令规定，封建庄园總管或佃農（Meier）所有隨意的征收（Willkür）都被取消，包含农民死亡時。地主（Grundherr）或“庄园主”雖然還是佃農庄园的所有者，但现在佃農也可以退出莊園。佃農家庭在契約到期或农民死亡时，可能會被驱離莊園，如今可以不用離開莊園。1563年，亨利五世（綽號:年輕人亨利）颁布法令规定，每6年佃農和地主必须协商延长租约;隨后租約的期限增加到9年。1559年的議會（Landtag）解散時，亨利·朱利叶斯公爵承認农地繼承權。 
布伦瑞克公国於1834年12月20日推出布倫瑞克赎回法（Ablösungsordnung）废除了农民的義務。农民得以购买土地永久產權，所需资金可以从公爵借貸辦公室借出。在19世纪末，則推動土地重劃（Flurbereinigung）和土地整合。

## 不伦瑞克-吕讷堡年表
| 萨克森公国（7世纪–1180）/不伦瑞克伯国（9世纪-1235） | 萨克森公国（7世纪–1180）/不伦瑞克伯国（9世纪-1235）             | 萨克森公国（7世纪–1180）/不伦瑞克伯国（9世纪-1235）             | 萨克森公国（7世纪–1180）/不伦瑞克伯国（9世纪-1235）             | 萨克森公国（7世纪–1180）/不伦瑞克伯国（9世纪-1235）             |
| 不伦瑞克-吕讷堡公国（1235-1269）                    | 不伦瑞克-吕讷堡公国（1235-1269）                                | 不伦瑞克-吕讷堡公国（1235-1269）                                | 不伦瑞克-吕讷堡公国（1235-1269）                                | 不伦瑞克-吕讷堡公国（1235-1269）                                |
| 不伦瑞克-沃尔芬比特尔公国（1269-1291）              | 不伦瑞克-沃尔芬比特尔公国（1269-1291）                          | 不伦瑞克-沃尔芬比特尔公国（1269-1291）                          | 不伦瑞克-沃尔芬比特尔公国（1269-1291）                          | 吕讷堡公国（1269-1705）                                         |
| 不伦瑞克-沃尔芬比特尔公国 （1291-1813）             | 不伦瑞克-沃尔芬比特尔公国 （1291-1813）                         | 哥廷根公国 （1291-1495）                                        | 格鲁本哈根公国 （1291-1617）                                    | ~ ~                                                             |
| ~ ~                                                 | 卡伦贝格公国 1432-1495                                          | ~ ~                                                             | ~ ~                                                             | ~ ~                                                             |
| ~ ~                                                 | 卡伦贝格-哥廷根公国 （1495-1692）                               | 卡伦贝格-哥廷根公国 （1495-1692）                               | 在1617年并入吕讷堡， 然后在1665年并入卡伦贝格公国               | 在1705年加入并成为不伦瑞克-吕讷堡选侯国                         |
| ~                                                   | 汉诺威选侯国（1692-1814）                                       | 汉诺威选侯国（1692-1814）                                       | 汉诺威选侯国（1692-1814）                                       | 汉诺威选侯国（1692-1814）                                       |
| 不伦瑞克公国 （1814-1918）                          | 汉诺威王国（1814-1866） 汉诺威省1866-1918（普鲁士王国的一部分） | 汉诺威王国（1814-1866） 汉诺威省1866-1918（普鲁士王国的一部分） | 汉诺威王国（1814-1866） 汉诺威省1866-1918（普鲁士王国的一部分） | 汉诺威王国（1814-1866） 汉诺威省1866-1918（普鲁士王国的一部分） |
| 不伦瑞克自由邦 （1918-1945）                        | 汉诺威省（1918-1946；普鲁士邦的一部分） 汉诺威州（1946年）      | 汉诺威省（1918-1946；普鲁士邦的一部分） 汉诺威州（1946年）      | 汉诺威省（1918-1946；普鲁士邦的一部分） 汉诺威州（1946年）      | 汉诺威省（1918-1946；普鲁士邦的一部分） 汉诺威州（1946年）      |
| 下萨克森州（1946–现在）                             | 下萨克森州（1946–现在）                                         | 下萨克森州（1946–现在）                                         | 下萨克森州（1946–现在）                                         | 下萨克森州（1946–现在）                                         |
| --------------------------------------------------- | --------------------------------------------------------------- | --------------------------------------------------------------- | --------------------------------------------------------------- | --------------------------------------------------------------- |

### 腳註
1. ↑  Werner Knopp, Im Schatten des großen Bruders: Braunschweig und Preußen in friderizianischer Zeit,  Braunschweigische Museumsvorträge 1, Braunschweig: Braunschweigisches Landesmuseum, 1986 （德文）
2. ↑   Bornstedt，Wilhelm（ed）， Aus der Geschichte von Rautheim an der Wabe ， pp.28 ff。

### 書籍
- Gängler, Hans. . . Wiesbaden: VS Verlag für Sozialwissenschaften. 2000: 23–45. ISBN 9783322994271.
- Schubert, Ernst. . Lax. 1997  [2019-04-02]. ISBN 9783775259002. （原始内容存档于2019-06-07） （德语）.
- Vogtherr, Thomas. . . C.H.Beck. 2014: 37–44. ISBN 9783406661785.